# Plunging Into Darkness
Plunging Into Darkness is het tweede album van het Amerikaanse thrashmetalband Fueled By Fire. Het werd uitgebracht op 16 november 2010 door Annihilation Records. Het album werd opnieuw uitgebracht op 27 april 2012 door NoiseArt Records met een bonus track inbegrepen: Deadly Restraints (4:00)

## Track listing
Alle teksten en liederen geschreven door Fueled By Fire

| 1.                 | The Arrival                     | 03:04 |
| 2.                 | Rising From Beneath             | 04:07 |
| 3.                 | Within The Abyss                | 05:08 |
| 4.                 | Unidentified Remains            | 02:04 |
| 5.                 | Plunging Into Darkness          | 04:11 |
| 6.                 | Eye Of The Demon                | 03:58 |
| 7.                 | Intro (Instrumental)            | 01:49 |
| 8.                 | Evoke The Curse                 | 04:24 |
| 9.                 | Amongst The Dead                | 03:50 |
| 10.                | Sickness Of Humanity            | 04:12 |
| 11.                | Mass Infestation                | 03:31 |
| 12.                | Deadly Restraints [Bonus track] | 04:00 |
| Totale duur: 40:18 |                                 |       |

## Bezetting
- Anthony Vasquez: basgitaar
- Carlos Gutierrez: drums
- Chris Monroy: leadgitaar
- Rick Rangel: zang, leadgitaar